# NFL 1964
Die NFL-Saison 1964 war die 45. Saison der National Football League (NFL), der damals, zusammen mit der American Football League (AFL), höchsten Footballliga der Vereinigten Staaten. Die Regular Season dauerte vom 12. September bis zum 13. Dezember.
NFL-Champion wurden die Cleveland Browns, die im NFL Championship Game am 27. Dezember 1964 die Baltimore Colts deutlich mit 27:0 bezwangen.
Die seit 1957 bestehende Regel, dass das Heimteam mit der farbigen Uniform und das Auswärtsteam mit der weißen Uniform auflaufen muss, wurde aufgehoben. Der Heimmannschaft war nun freigestellt, welche Uniform sie nutzt. 
Außerdem wurde die Mannschaftsgröße von 37 auf 40 erhöht.

## Regular Season
Im Westen standen die Baltimore Colts bereits drei Spieltage vor Schluss als Sieger der Conference fest. Im Osten führten die Browns von Beginn an die Conference an. Nachdem sie jedoch am vorletzten Spieltag gegen den direkten Verfolger St. Louis Cardinals verloren, benötigten sie am letzten Spieltag einen Sieg, um sich am Ende knapp gegen die Cardinals durchzusetzen.
| Western Conference  | Western Conference | Western Conference | Western Conference | Western Conference | Western Conference | Western Conference |
| Team                | S                  | U                  | N                  | SQ 1               | P+                 | P−                 |
| ------------------- | ------------------ | ------------------ | ------------------ | ------------------ | ------------------ | ------------------ |
| Baltimore Colts     | 12                 | 0                  | 2                  | 0,857              | 428                | 225                |
| Green Bay Packers a | 8                  | 1                  | 5                  | 0,615              | 342                | 245                |
| Minnesota Vikings a | 8                  | 1                  | 5                  | 0,615              | 355                | 296                |
| Detroit Lions       | 7                  | 2                  | 5                  | 0,583              | 280                | 260                |
| Los Angeles Rams    | 5                  | 2                  | 7                  | 0,417              | 283                | 339                |
| Chicago Bears       | 5                  | 0                  | 9                  | 0,357              | 260                | 379                |
| San Francisco 49ers | 4                  | 0                  | 10                 | 0,286              | 236                | 330                |

| Eastern Conference  | Eastern Conference | Eastern Conference | Eastern Conference | Eastern Conference | Eastern Conference | Eastern Conference |
| Team                | S                  | U                  | N                  | SQ 1               | P+                 | P−                 |
| ------------------- | ------------------ | ------------------ | ------------------ | ------------------ | ------------------ | ------------------ |
| Cleveland Browns    | 10                 | 1                  | 3                  | 0,786              | 415                | 293                |
| St. Louis Cardinals | 9                  | 2                  | 3                  | 0,750              | 357                | 331                |
| Philadelphia Eagles | 6                  | 0                  | 8                  | 0,429              | 312                | 313                |
| Washington Redskins | 6                  | 0                  | 8                  | 0,429              | 307                | 305                |
| Dallas Cowboys      | 5                  | 1                  | 8                  | 0,385              | 250                | 289                |
| New York Giants     | 5                  | 0                  | 9                  | 0,357              | 253                | 315                |
| Pittsburgh Steelers | 2                  | 2                  | 10                 | 0,167              | 241                | 399                |

Legende:
| Siege              | Unentschieden         | Niederlagen       | SQ Siegquote |
| P+ gemachte Punkte | P− gegnerische Punkte | Championship Game | Playoff Bowl |

## Post Season
Als jeweilige Sieger ihrer Conference bestritten Cleveland und Baltimore am 27. Dezember 1964 das NFL Championship Game, das Cleveland mit 27:0 gewann. Zum MVP des Spiels wurde Gary Collins ernannt, der drei Touchdowns erzielte.
|                                     |                                               |  | NFL Championship Game 1964 |                          |                 |  |                                     |
|                                     | Cleveland 27. Dezember 1964 13:30 Uhr (UTC−5) |  | Cleveland Browns           | \| \| 27 : 0 \| \| \| \| | Baltimore Colts |  | Cleveland Stadium Zuschauer: 79.544 |
| (0:0, 0:0, 17:0, 10:0) Spielbericht | Cleveland 27. Dezember 1964 13:30 Uhr (UTC−5) |  | Cleveland Browns           |                          | Baltimore Colts |  | Cleveland Stadium Zuschauer: 79.544 |
|                                     | 27 : 0                                        |  |                            |                          |                 |  |                                     |
|                                     |                                               |  |                            |                          |                 |  |                                     |